# وفا فتولایوا
وفا فتولایوا (انگلیسی: Vafa Fatullayeva; ۲۵ اوت ۱۹۴۵ – ۲۱ مهٔ ۱۹۸۷) بازیگر اهل کشور جمهوری آذربایجان بود.